# Les Collades (Montsec)
Les Collades és un coll a 1.090,6 m. alt. del terme municipal de Sant Esteve de la Sarga, al Pallars Jussà.
Aquest coll és al sud-oest d'Alsamora, prop de la Balma de l'Olla. Hi passava l'antic camí de bast d'Alsamora a Corçà.